# Gramicidina
La gramicidina è uno ionoforo a canale formato da un peptide lineare di 15 residui, caratterizzato dall'alternanza di residui L e D, prodotto dal Bacillus brevis.
È costituita da due diverse strutture a elica, la struttura a doppia elica predomina nei solventi polari mentre quella distesa (un dimero a elica testa a testa) predomina nelle membrane lipidiche. Forma un canale del diametro di 4 Å  che permette il passaggio di ioni sodio e potassio. La sua alta velocità di trasporto va a discapito della minore specificità per gli ioni.
È un antibiotico.